# Mihran Poghosjan

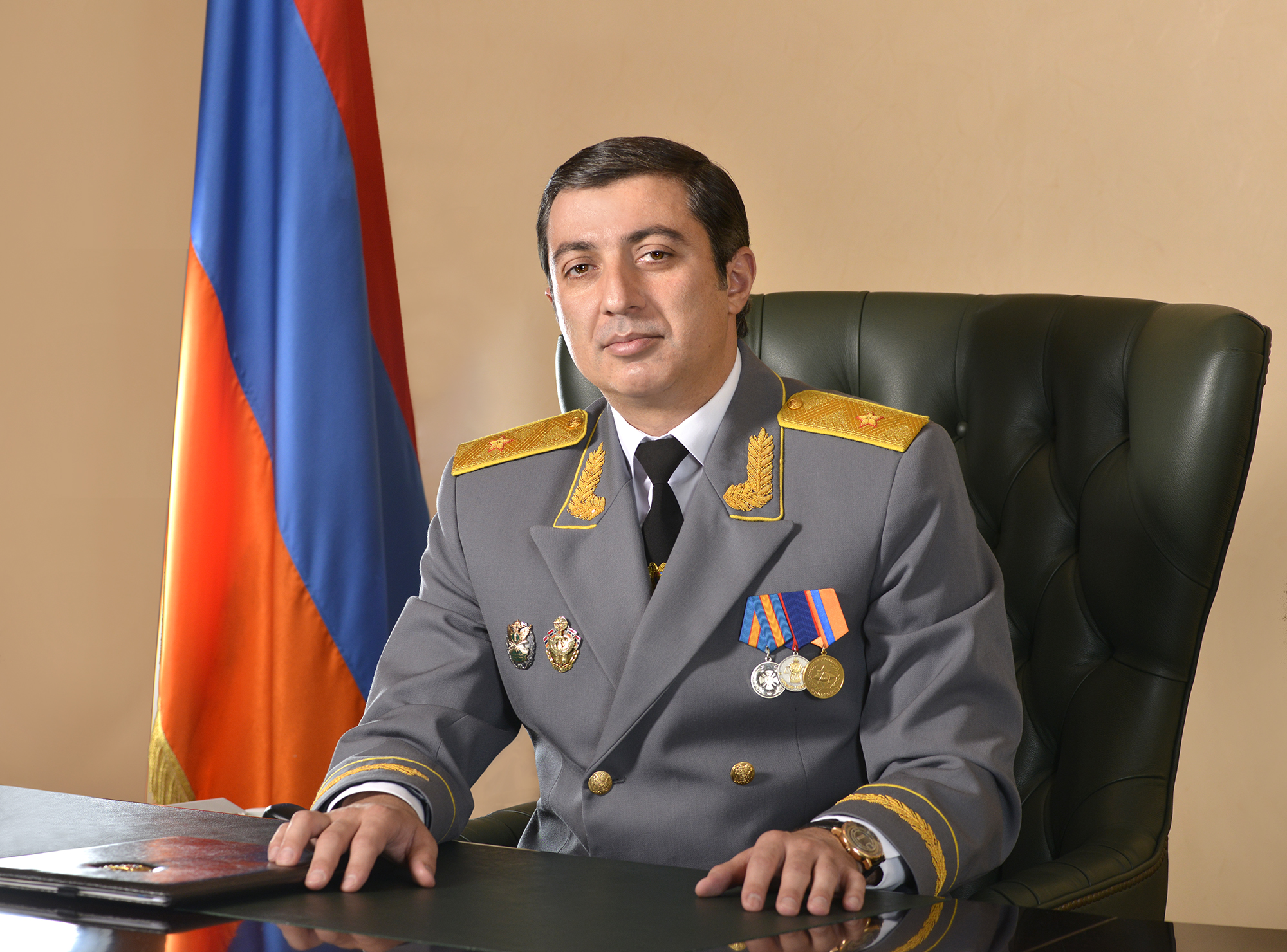
Mihran Poghosjan

Mihran Poghosjan (armenisch Միհրան Պողոսյան; * 29. Mai 1976 in Jerewan, Armenische Sozialistische Sowjetrepublik, UdSSR) ist ein armenischer Politiker und Generalmajor der Justiz. Derzeit ist er nach Russland geflüchtet.

## Werdegang
Poghosjan studierte zwischen 1993 und 1998 Wirtschaftswissenschaften an der Staatlichen Universität Jerewan. In diesem Fachbereich setzte er seine akademische Laufbahn an der Internationalen Universität Moskau (MNEPU) fort, wo er auch 2006 promovierte.
Zwischen 2000 und 2006 war Poghosjan als Beauftragter des Sicherheitsdienstes von Armenien in der Stadtverwaltung von Jerewan und im Anschluss bis 2007 als leitender Sicherheitsbeauftragter der international nicht anerkannten Republik Bergkarabach tätig.
2007 stieg Poghosjan zum Stellvertreter der Zwangsvollstreckungsbehörde im Justizministerium von Armenien auf, bevor er im Juni 2008 die Leitung dieser Instanz übernahm. 2012 beförderte ihn Präsident Sersch Sargsjan zum Generalmajor der Justiz.
Im April 2016 trat Poghosjan im Zuge der Panama-Papers-Enthüllungen von seiner Position zurück. Dem veröffentlichten Dossier zufolge ist Poghosjan Aktionär von drei in Panama registrierten Unternehmen, darunter Sigtem Real Estates Incorporated, Hopkinten Trading Incorporated and Bangio Invest SA. Noch im selben Jahr leitete der Sonderermittlungsdienst Armeniens ein Strafverfahren gegen ihn wegen Korruption und Veruntreuung öffentlicher Gelder ein. Poghosjan floh nach Russland und entzog sich der Strafverfolgung. Doch im April 2019 wurde er im russischen Karelien verhaftet. Daraufhin stellten die armenischen Sicherheitsbehörden einen Antrag auf seine Auslieferung, worauf Poghosjan seinerseits mit dem Antrag auf politisches Asyl in Russland reagierte. Eine endgültige Entscheidung ist noch nicht gefallen.